# Église Notre-Dame de Thézac
L'église Notre-Dame est une église catholique située à Thézac, en France.

## Localisation
L'église est située dans le département français de la Charente-Maritime, sur la commune de Thézac.

## Historique
De la première église construite au XIIe siècle il ne reste que le chevet, le transept, les chapelles gothiques et le clocher. La nef fut détruite lors des guerres de religion. Un escalier donne accès à la crypte. Le clocher de l'église est l'un des mieux conservés de la Saintonge romane.

### Protection
L'église Notre-Dame est classée au titre des monuments historiques le 11 juillet 1903.

## Description

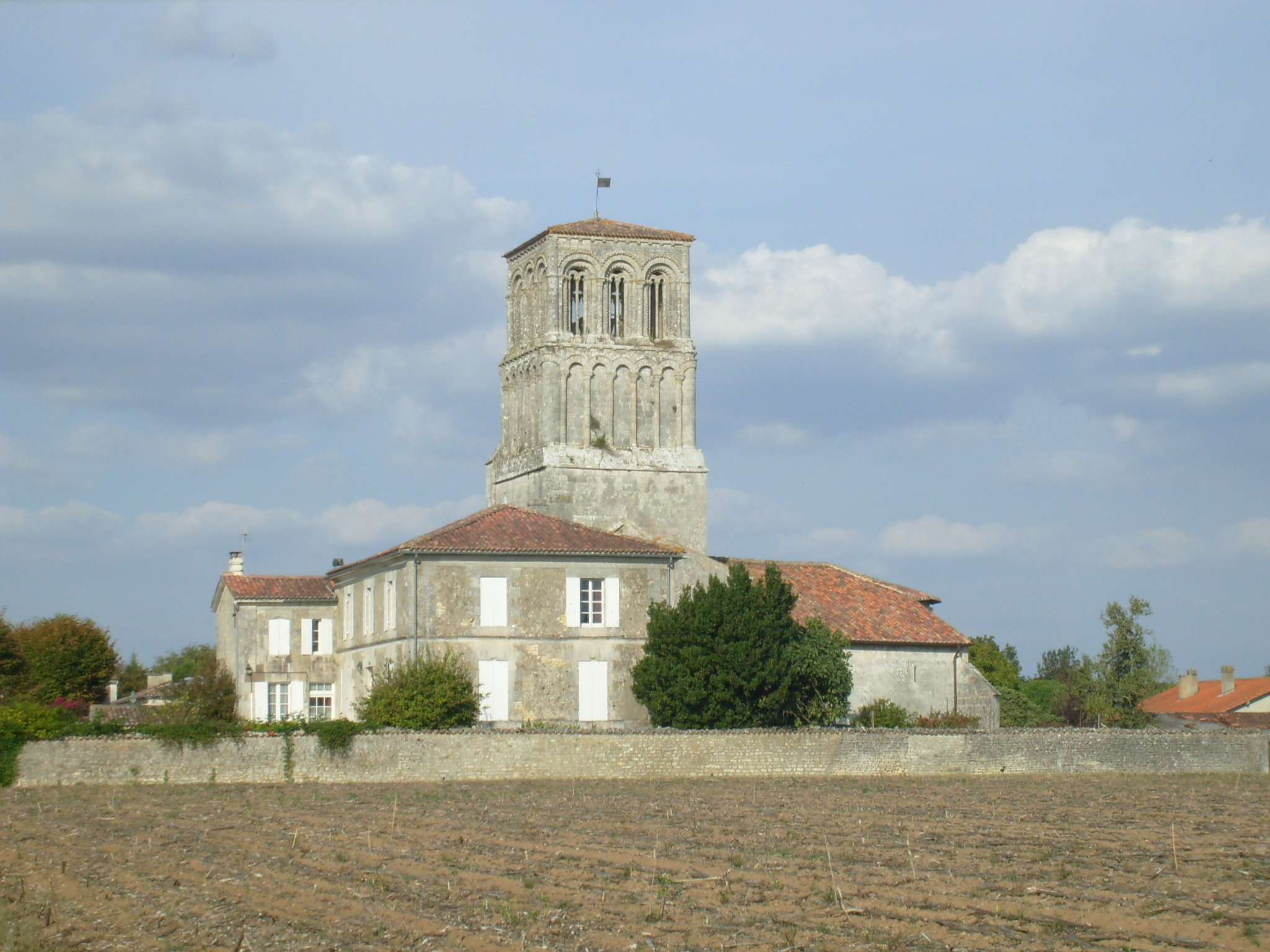
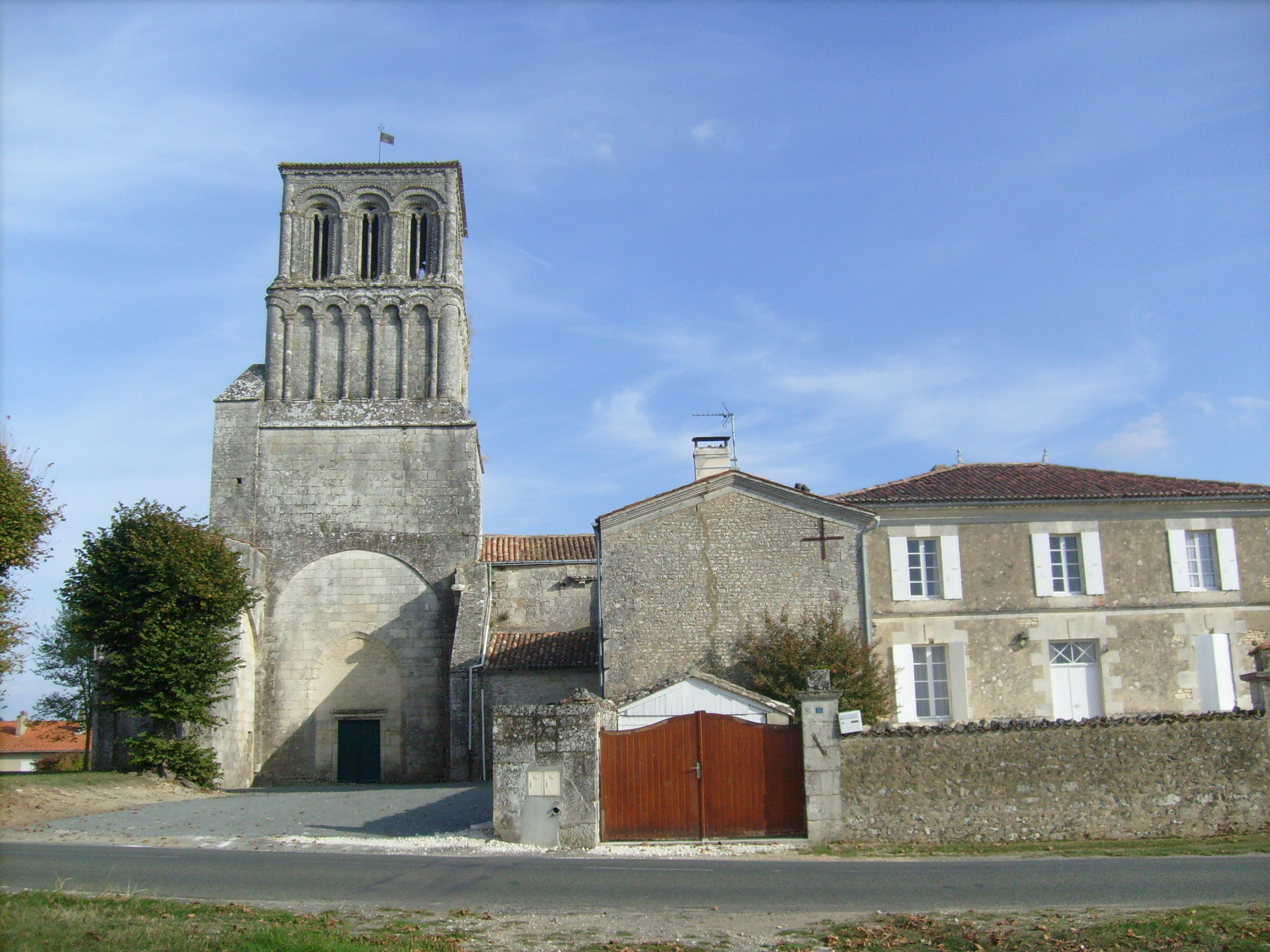
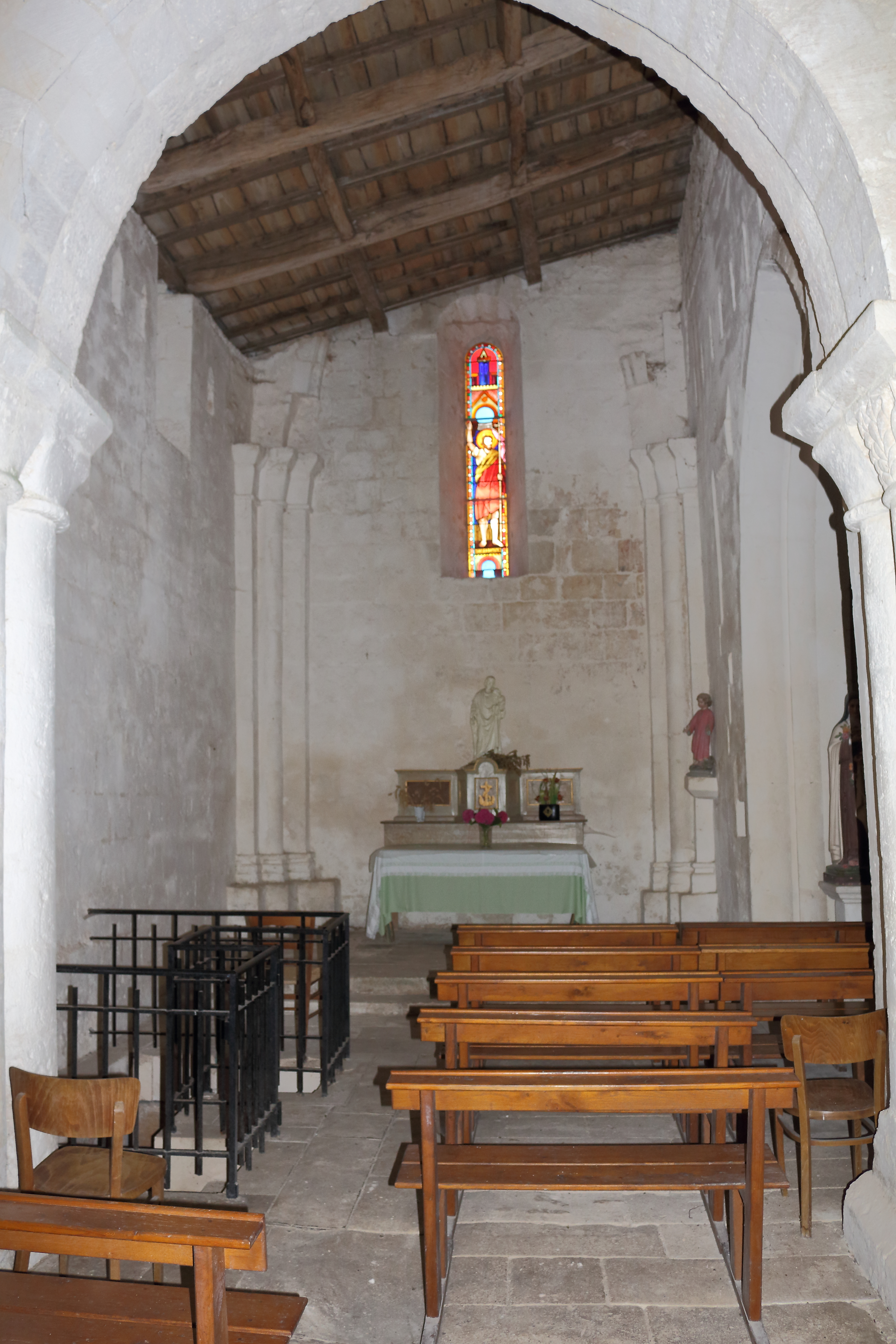
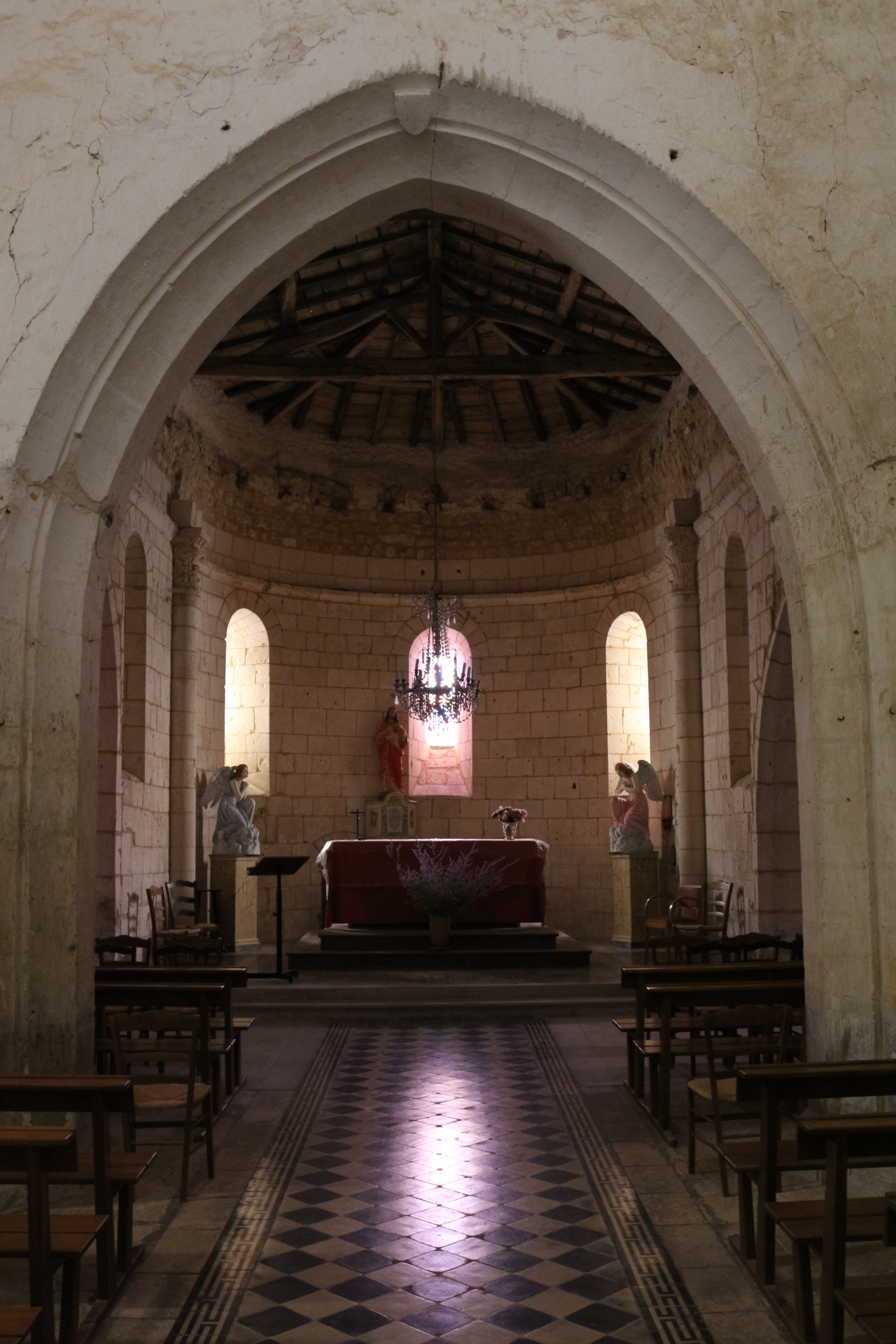

### La crypte

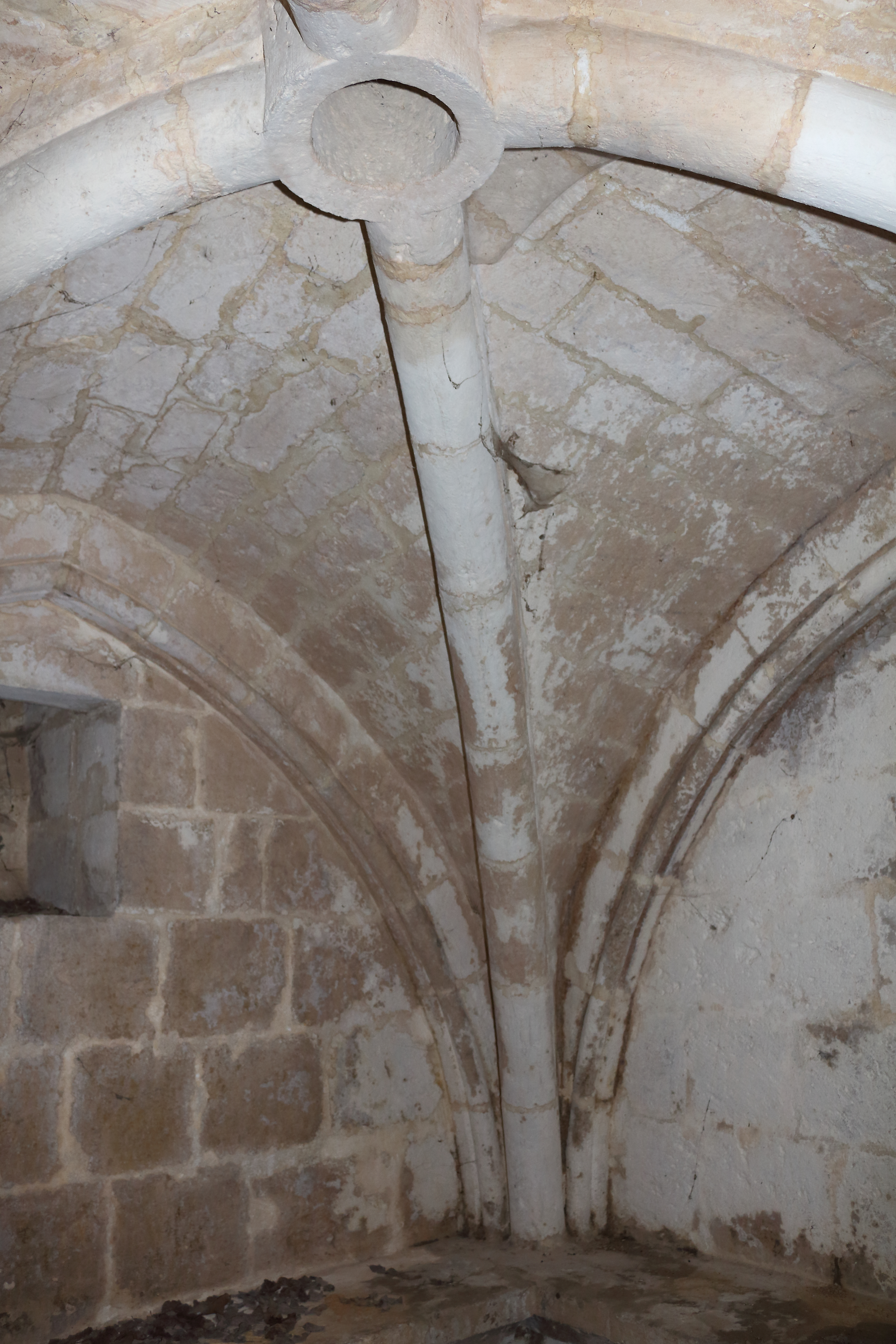
La crypte, sa banquette et sa croisée d'ogives

La crypte-ossuaire de l'église Notre-Dame est accessible par un petit escalier. Elle est recouverte d'une croisée d'ogives primitive. Une banquette de pierre fait le tour de la crypte à 50 centimètres environ du sol actuel.